# Swetly (Kaliningrad)
Swetly (russisch Светлый), bis 1946 deutsch Zimmerbude (litauisch Cimerbūdė), ist eine rajonfreie Stadt in der Oblast Kaliningrad, Russland, westlich von Kaliningrad. Swetly hat 21.114 Einwohner (Stand 1. Oktober 2021) und liegt am Frischen Haff. Die Stadt ist Sitz des Stadtkreises Swetly.

## Geschichte

Zimmerbude westlich von Königsberg, an der Nordküste des Frischen Haffs, auf einer Landkarte von 1910.

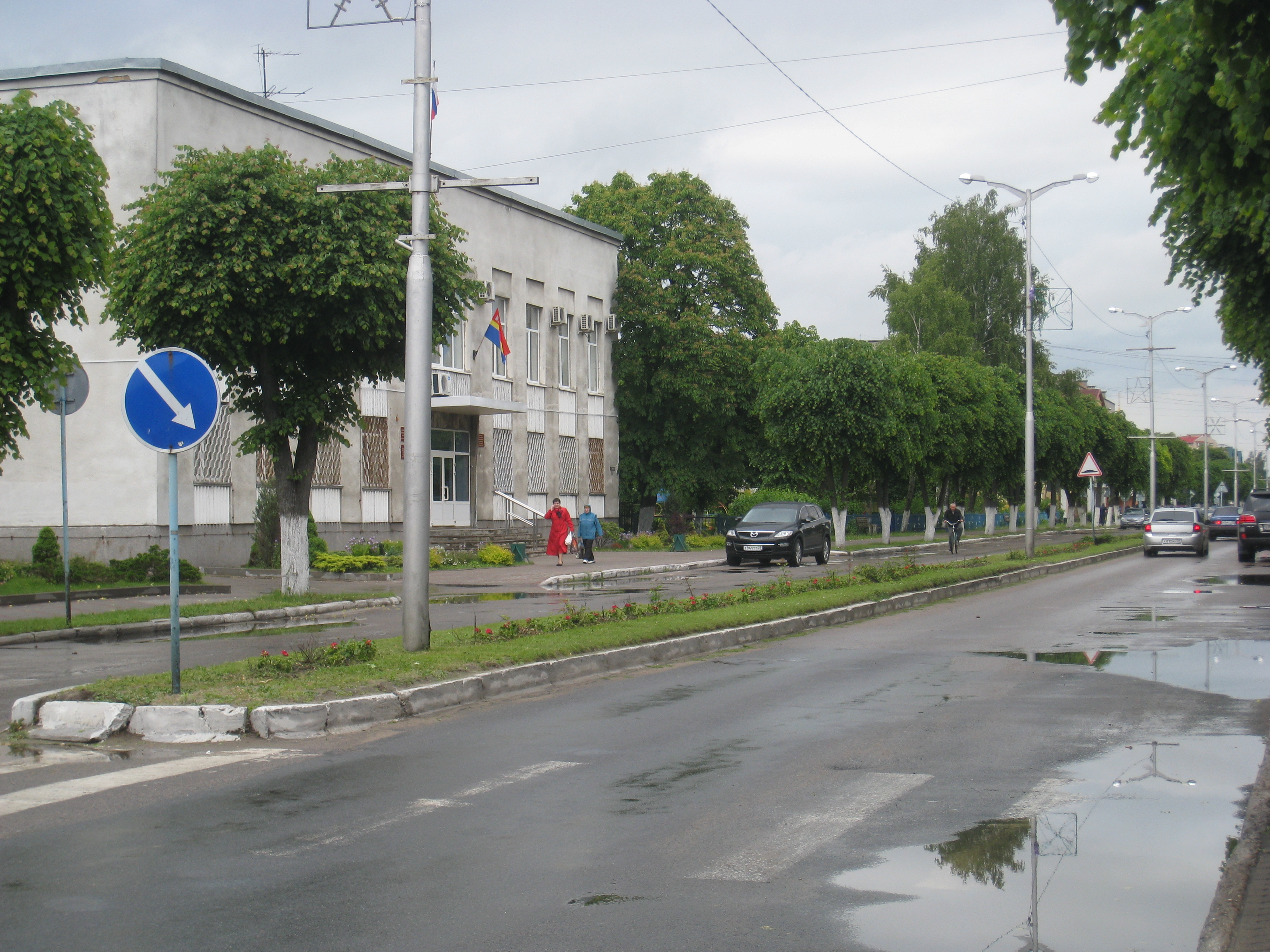
Sitz der Stadtverwaltung von Swetly

Der Ort entstand um 1640 unter dem Namen Zimmerbude als Fischerdorf im damaligen Herzogtum Preußen.
Bis 1939 gehörte Zimmerbude zum Landkreis Fischhausen  und dann bis zum Ende des Zweiten Weltkriegs 1945 zum Landkreis Samland, Regierungsbezirk Königsberg, der Provinz Ostpreußen des Deutschen Reichs.
Seit 1946 trägt die Ortschaft ihren jetzigen Namen, der in etwa mit helle Stadt übersetzt werden kann. 1955 wurde das Stadtrecht verliehen. Eingemeindet nach Swetly wurden die Orte Peyse (russ. Komsomolski) und Neplecken (russ. Charkowskoje).

### Peyse
Peyse war ein Fischerdorf östlich der Fischhausener Wiek. Hier befand sich seit 1935 ein Stützpunkt der Kriegsmarine. Seit 1938 diente ein Kohlekraftwerk zur Stromversorgung. Mit zwei Hafenbecken war der Peyser Haken ein ideales Industriegelände.

### Swetlowski selski Sowet 1947–1949
Der Dorfsowjet Swetlowski selski Sowet (ru. Светловский сельский Совет) wurde im Sommer 1947 im Rajon Primorsk eingerichtet. Sein Verwaltungssitz war der Ort Swetloje (dt. Zimmerbude). Dem Dorfsowjet gehörten folgende Orte an:
| Ortsname                   | Deutscher Name (bis 1947)        |
| -------------------------- | -------------------------------- |
| Bobrowo (Боброво)          | Kobbelbude (Forsthaus)           |
| Charkowskoje (Харьковское) | Neplecken                        |
| Kostrowo (Кострово)        | Bludau                           |
| Kremnjowo (Кремнёво)       | Groß Blumenau und Klein Blumenau |
| Swetloje (Светлое)         | Zimmerbude                       |

Im Jahr 1949 wurden die beiden Orte Komsomolski (dt. Peyse) und Swetloje zu der Arbeitersiedlung Swetly zusammengelegt. Der Siedlungssowjet Swetlowski posselkowy Sowet (ru. Светловский поселковый совет), dem vermutlich auch der Ort Charkowskoje angehörte, wurde aus dem Rajon Primorsk ausgegliedert und bis 1952 von der Stadt Baltijsk aus verwaltet. Nach einigen Monaten, in denen der Siedlungssowjet wieder dem Rajon Primorsk zugeteilt wurde, kam er noch im gleichen Jahr zur neu eingerichteten Kaliningrader Vorortzone (ru. Пригородная зона Калининграда, Prigorodnaja sona Kaliningrada), die von Kaliningrad aus verwaltet wurde. Die übrigen Orte des Swetlowski selski Sowet wurden 1949 vermutlich dem Logwinski selski Sowet innerhalb des Rajons Primorsk zugeteilt.

### Demographie
| Jahr | Einwohnerzahl | Anmerkungen                                                                                           |
| 1818 | 388           | königliches Fischerdorf                                                                               |
| 1831 | 387           | [ 6 ]                                                                                                 |
| 1858 | 635           | davon 634 Evangelische, eine katholische Person                                                       |
| 1867 | 720           | am 3. Dezember                                                                                        |
| 1871 | 740           | davon 727 Evangelische, zwölf Katholiken und ein sonstiger Christ; nach anderen Angaben 760 Einwohner |
| 1910 | 787           | am 1. Dezember                                                                                        |
| 1933 | 921           | [ 12 ]                                                                                                |

| Jahr      | 1959  | 1970   | 1979   | 1989   | 2002   | 2010   | 2021   |
| --------- | ----- | ------ | ------ | ------ | ------ | ------ | ------ |
| Einwohner | 7.419 | 14.836 | 17.031 | 19.936 | 21.745 | 21.375 | 21.114 |

Anmerkung: ab 1959 Volkszählungsdaten

## Kirche

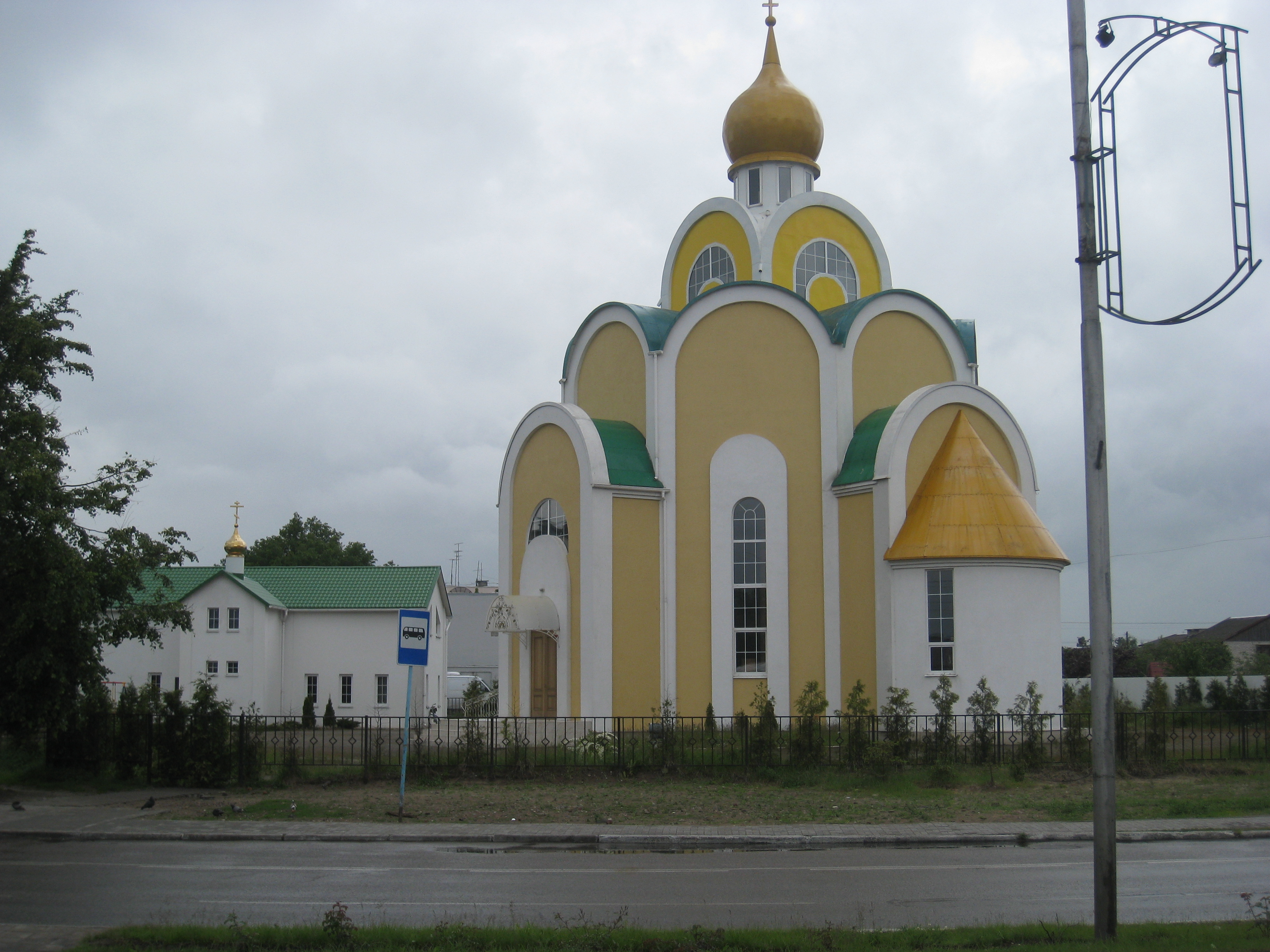
Russisch-orthodoxe Kirche Hl. Barbara in Swetly

### Orthodox
In Swetly gibt es zwei russisch-orthodoxe Kirchen. Die erstere trägt den Namen Mariä-Verkündigungs-Kirche und die zweite Kirche ist der Märtyrerin Barbara geweiht. Sie gehören zur Diözese Kaliningrad und Baltijsk der Russisch-orthodoxen Kirche.

### Katholisch
Die Römisch-katholische Kirche unterhält in Swetly ein eigenes Gotteshaus.

### Evangelisch

#### Kirchengebäude
Das evangelische Gotteshaus in Zimmerbude stammte aus Cranz (heute russisch: Selenogradsk). Dort diente es seit 1855 den Bewohnern und Urlaubern als Kirche, die sich aber bald als zu klein erwies und einem Kirchenneubau weichen musste. Dankbarer Abnehmer war Zimmerbude, wo ein Gottesdienstgebäude fehlte. Es handelte sich um ein schlichtes, formloses Fachwerkgebäude, das 1899 in Zimmerbude aufgebaut wurde. Neben der Kirche stand ein Glockenstuhl mit zwei Glocken.
Das Gebäude überstand den Zweiten Weltkrieg unbeschadet, wurde dann verputzt und als Kino genutzt. Jetzt soll die frühere Kirche als Nebengebäude der Russisch-orthodoxen Kirche in Gebrauch sein.

#### Kirchengemeinde
Eine evangelische Kirchengemeinde in Zimmerbude gibt es erst seit 1901, als sie zwei Jahre nach Errichtung des Kirchengebäudes aus Teilen der Kirchspiele der Kirche Medenau (heute russisch: Logwino) und der Kirche Fischhausen (Ostpreußen) (Primorsk) gebildet wurde. Mit den Kirchspielorten Neplecken (russisch: Charkowskoje, nicht mehr existent), Peyse (Komsomolski, in Swetly aufgegangen) und Zimmerbude gehörte sie bis 1945 zum Kirchenkreis Fischhausen in der Kirchenprovinz Ostpreußen der Kirche der Altpreußischen Union. Seit 1896 lediglich Hilfspredigerstelle erhielt Zimmerbude im Jahre 1902 eine eigene Pfarrstelle, deren Amtsinhaber 1.400 Gemeindeglieder (so bei der Volkszählung des Jahres 1925) betreuten. Amtsinhaber bis 1945 waren die Pfarrer: Albert Gottschalk, 1896–1932, und Georg Sperling, 1933–1943. Letzterer war Leiter des von Martin Niemöller begründeten Pfarrernotbundes und in der Bekennenden Kirche aktiv, wobei seine Gemeinde in Zimmerbude zu den lebendigsten des Samlandes gehörte.
Flucht und Vertreibung sowie die nachfolgende restriktive Kirchenpolitik der Sowjetunion brachte das evangelisch-kirchliche Leben in Zimmerbude zum Erliegen. Erst in den 1990er Jahren entstanden in der Oblast Kaliningrad neue evangelisch-lutherische Gemeinden. Swetly ist heute eine Filialgemeinde der Auferstehungskirche in Kaliningrad (Königsberg) in der Propstei Kaliningrad der Evangelisch-lutherischen Kirche Europäisches Russland. Für die Gottesdienste benutzte die Gemeinde bis 13. April 2014 die Kirche der römisch-katholischen Gemeinde. Am Palmsonntag 2014 wurde das Gemeindehaus mit Kirchsaal (im Stadtteil Peyse) durch Bischof Dietrich Brauer geweiht und der Gemeinde zur gottesdienstlichen Nutzung übergeben.

Momentan besteht die evangelisch-lutherischer Kirchgemeinde in Swetly aus ca. 30 meist älteren Gemeindegliedern (überwiegend Frauen).

## Partnerschaften
Es bestehen Partnerschaften mit den polnischen Städten Kętrzyn (früher Rastenburg) und Świnoujście (früher Swinemünde). Seit Juli 2012 besteht eine Städtepartnerschaft mit der belarussischen Stadt Lida und seit dem 20. September 2012 mit der schwedischen Stadt Karlshamn. Am 22. Mai 2014 wurde eine Städtepartnerschaft mit Molodetschno in Belarus geschlossen.

## Wirtschaft

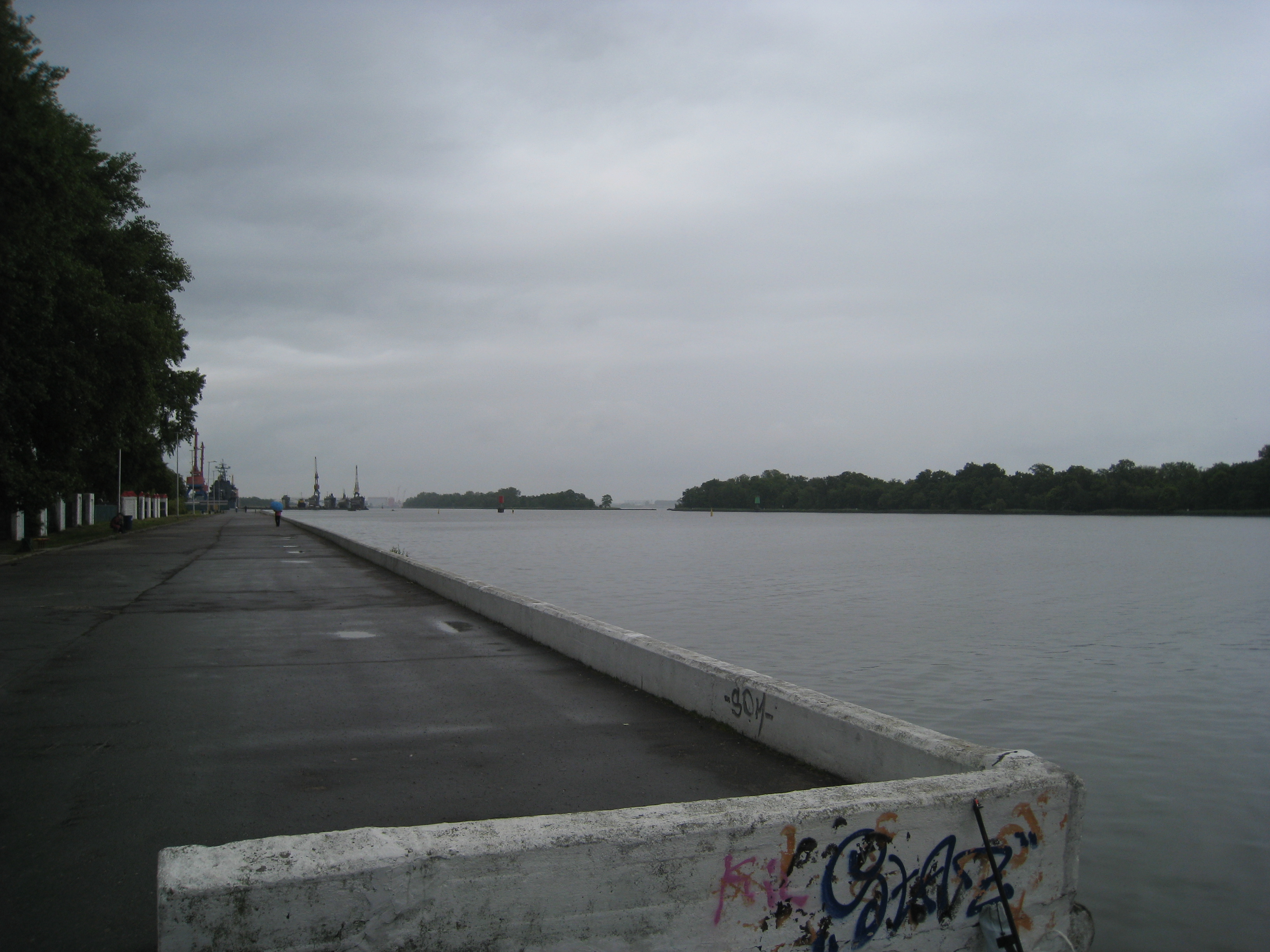
Seekanal in Swetly

Hauptwirtschaftszweige sind Fischfang und die Fischverarbeitung. Außerdem ist der Hafen als Umschlagplatz von Bedeutung; der Lukoil-Konzern unterhält hier einen Mineralölhafen. 2011 wurde mit dem Ausbau des Hafens begonnen, der an den Kaliningrader Seeschifffahrtskanal angeschlossen ist. Mit einem Investitionsvolumen von 310 Mill. Euro wurde bis 2013 ein Tiefwasserterminal mit drei Anlegern sowie eine neue Werft errichtet.
Folgende Firmen haben sich in Swetly angesiedelt:
- Lukoil – Kaliningradmorneft (Лукойл — Калининградморнефть) – Station für die Produktionsunterstützung der Ölförderung auf See und an Land
- Lukoil-KNT (Лукойл-КНТ) – integriertes Ölterminal zur Lagerung und Umladung von flüssigen Ölprodukten
- Sodruzhestvo-Soya (Содружество-Соя)  – Tiefverarbeitung von ölhaltigen Pflanzen
- Kliver (Кливер) – eine Anlage zur Herstellung von Baumetallkonstruktionen
- Vivo-Porte – Herstellung von Innentüren
- Optim-Crane (Оптим-Кран) – Herstellung von Brückenkränen sowie von Portalen, Auslegern, spezieller verschiedener Tragfähigkeiten und Betriebsarten
- Regio-Express (Регио-Экспресс) – Personenbeförderung
- Für die Heimat За Родину – Fischfarm, Fischfang und Verarbeitung
- Svetlovskoe Enterprise Era (Светловское предприятие „Эра“) – Reparaturen von elektrischen Geräten, Messungen von Parametern von elektrischen Geräten, Reparaturen von Schiffen von Fluss- und Seeregistern
- Zapremmash (Запреммаш) – Reparatur und Herstellung von Schiffs- und Fischverarbeitungsgeräten
- Mezhkolkhoznaya proizvodstvennaya base AG (Межколхозная производственная база) – Schiffsreparatur, Hafendienste, Wartung und Versorgung der Fischereiflotte
- Shiprepair Baltika (Судоремонт Балтика) – Schiffsreparatur und Hafendienste
- BaltNafta CJSC (БалтНафта) – Umschlag von Ölprodukten
- Creon (Креон) – Fischmühle und Herstellung von Konserven
- Svetlovsky Pflanze der Fleischprodukte (Светловский комбинат мясопродуктов) – Herstellung von Fleischprodukten, Würstchen.
- BalticFishIndustria (БалтикФишИндустрия) – Fischverarbeitungsproduktion

## Bildung
In Swetly gibt es drei staatliche Mittelschulen. Im Jahr 2010 besuchten rund 2600 Kinder und Jugendliche die städtischen Bildungseinrichtungen.

## Transport
In Swetly gibt es eine Haltestelle auf der Bahnstrecke Kaliningrad-Baltijsk, die seit 2009 wegen Unwirtschaftlichkeit nicht mehr bedient wird.
In der Stadt fahren die Buslinien Nr. 105 und 108. Eine Fahrt innerhalb der Stadt kostet acht Rubel (umgerechnet etwa 0,20 €). Eine einfache Busfahrt ins rund 28 Kilometer entfernte Kaliningrad kostet 47 Rubel (1,17 €) und dauert etwa eine Stunde und zehn Minuten. Studenten und Schüler zahlen die Hälfte des Fahrpreises.
Darüber hinaus gibt es Marschrutka-Verbindungen nach Kaliningrad, Baltijsk sowie zum Flughafen Kaliningrad.

## Bildergalerie
Die Bilder wurden jeweils im Juni 2012 aufgenommen.

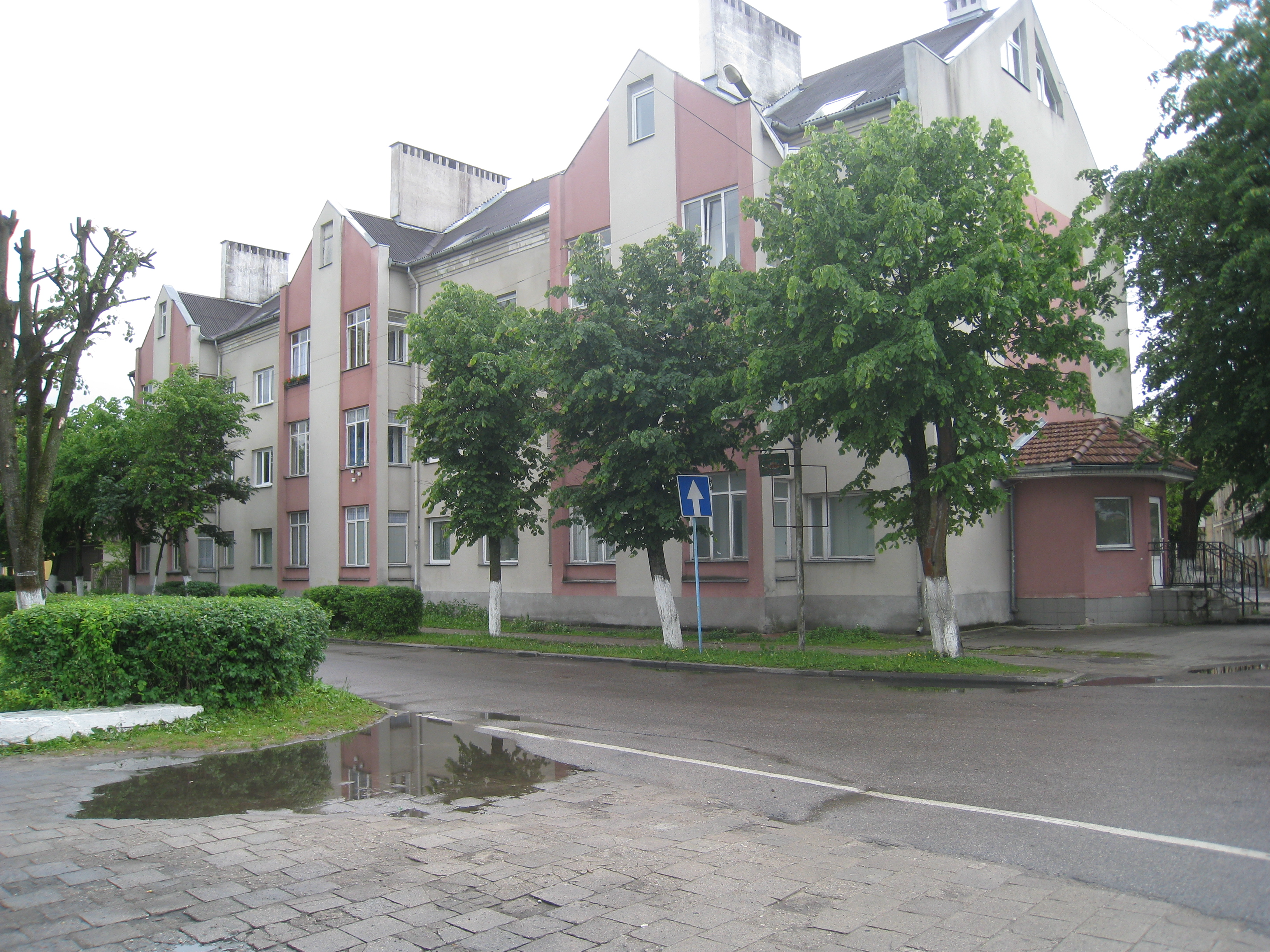
Gebäude am Nachimow-Boulevard
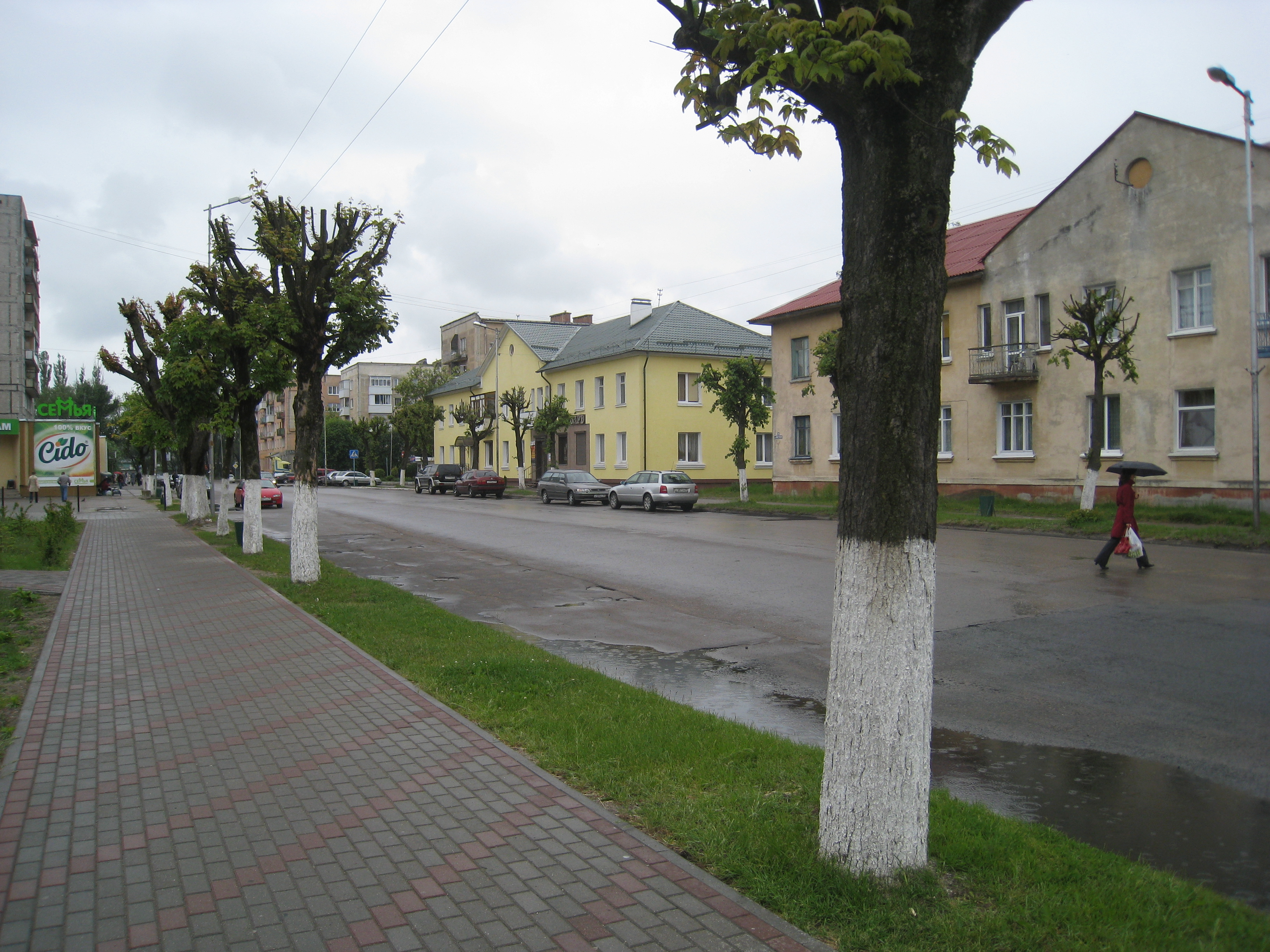
Die Sowjetskaja-Straße
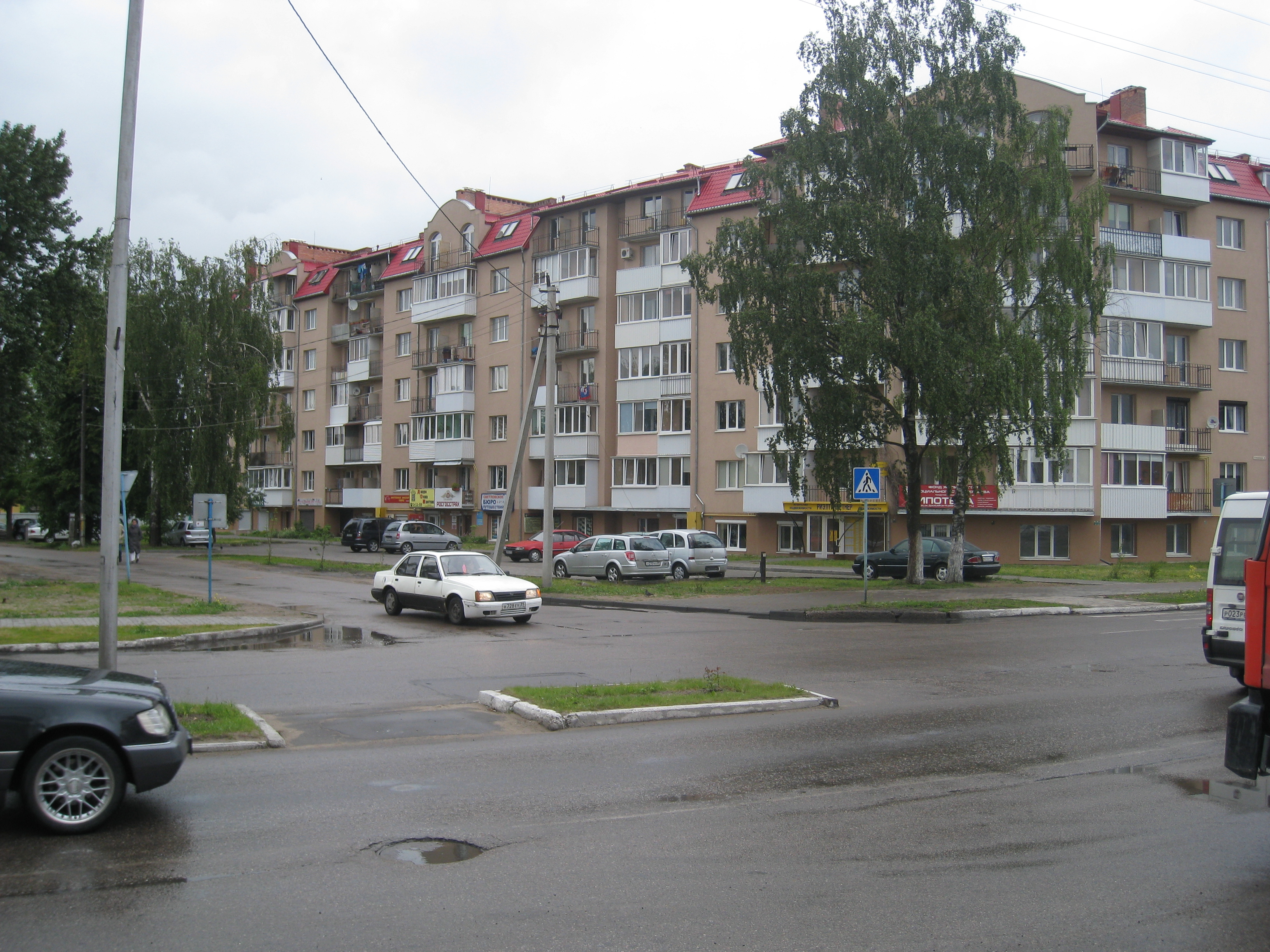
Straßenkreuzung an der Kaliningradskaja-Straße
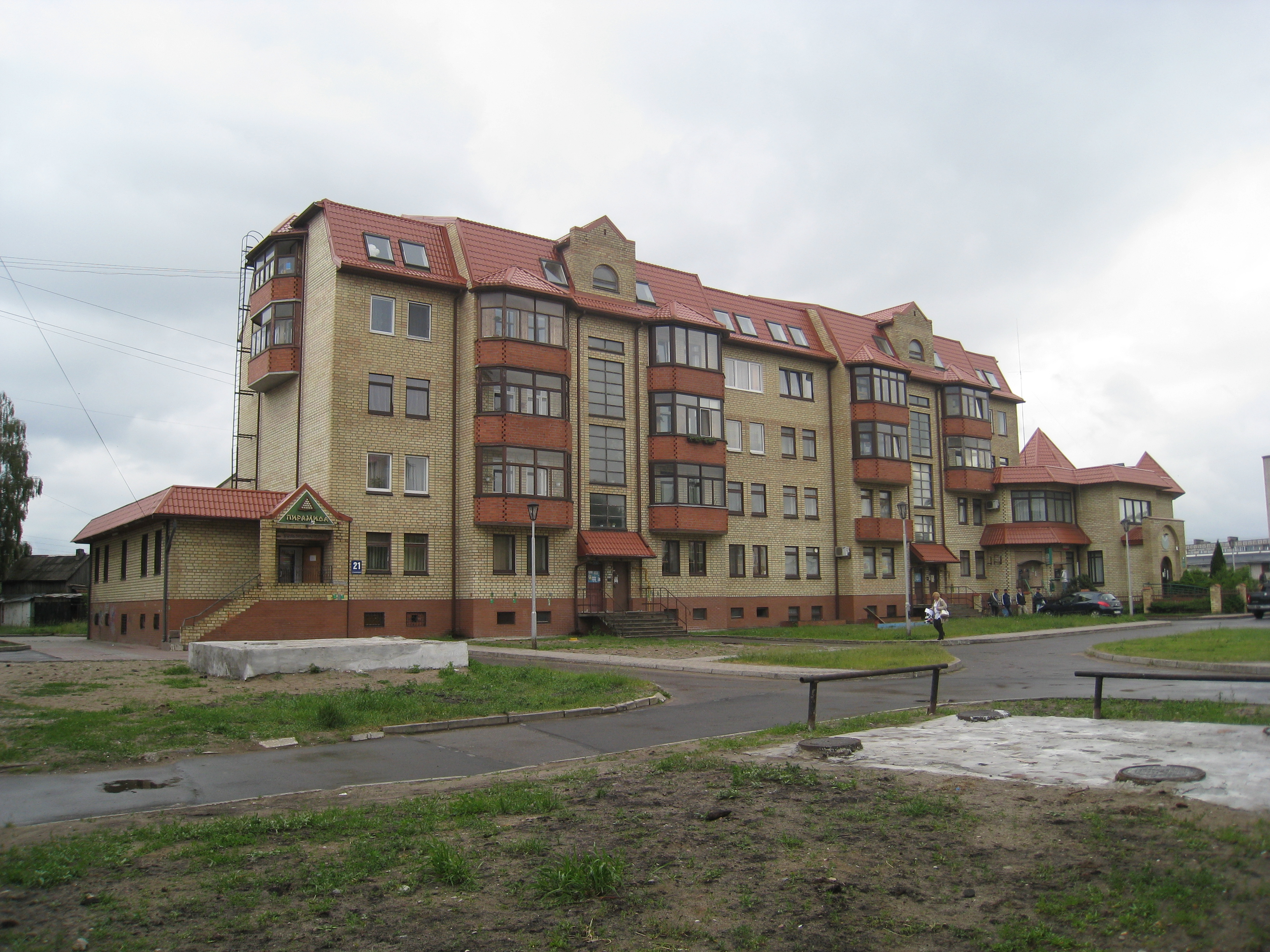
Neubau an der Kaliningradskaja-Straße
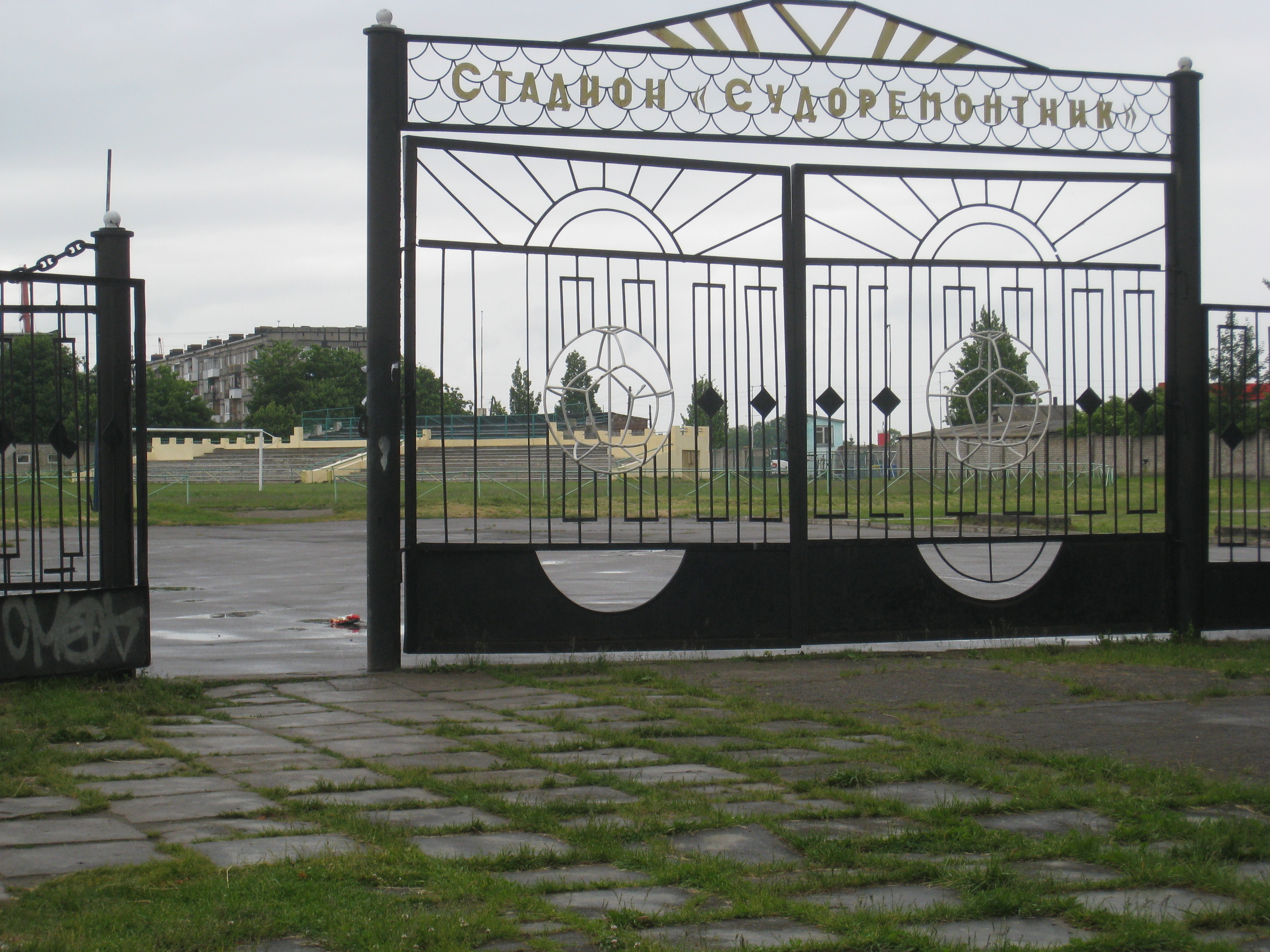
Das Sudoremontnik-Stadion
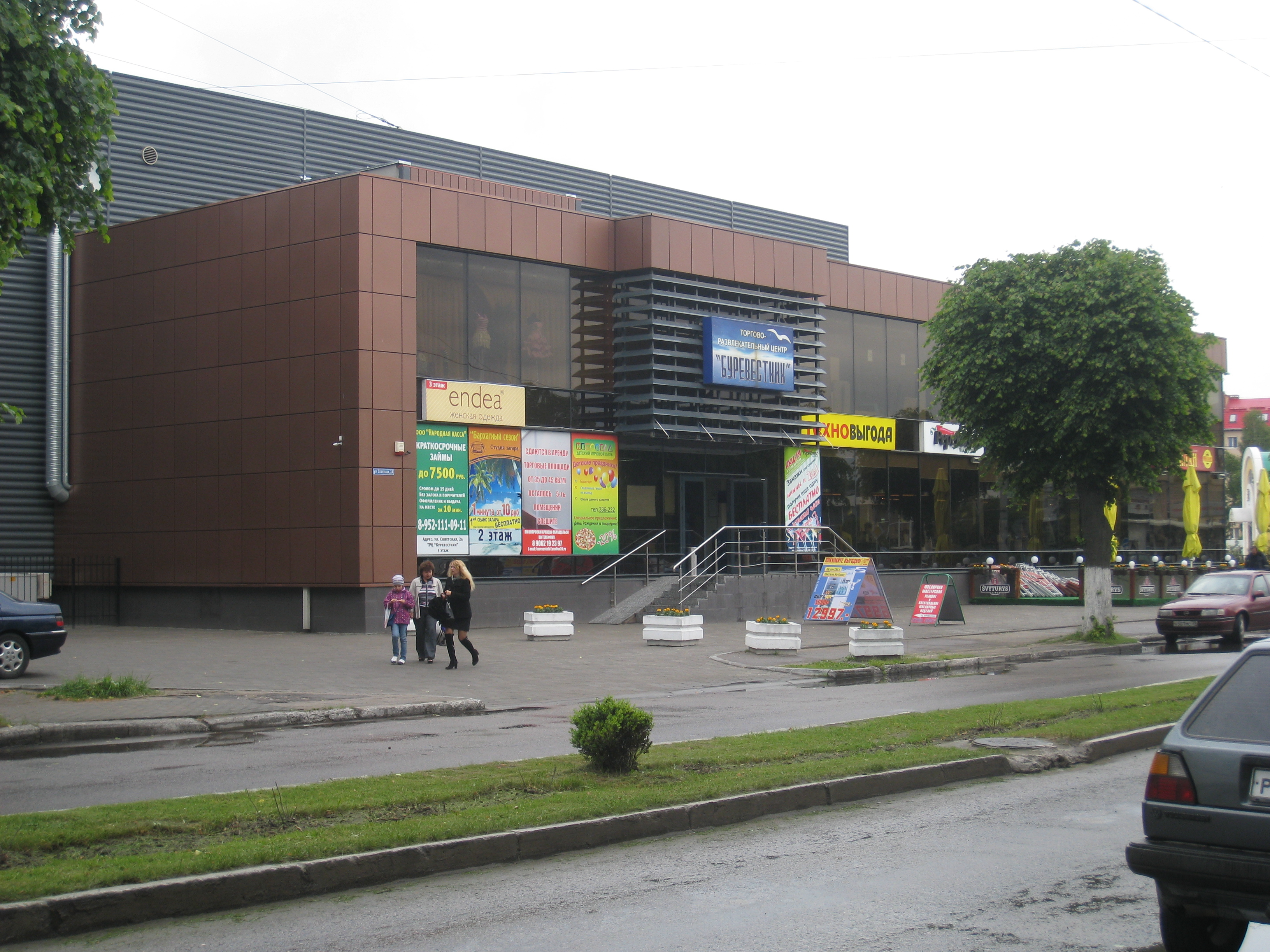
Kleines Einkaufszentrum
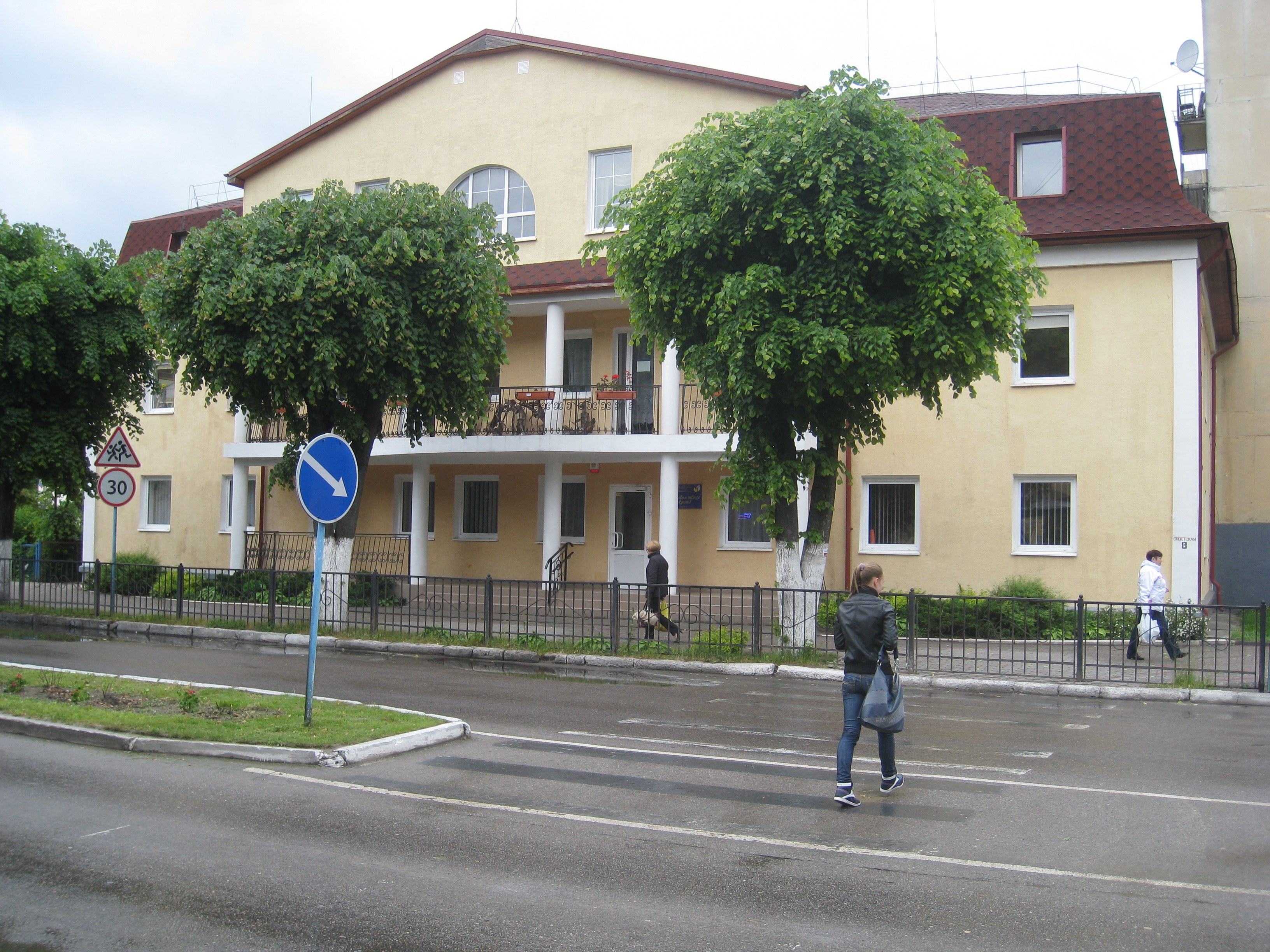
Musikschule
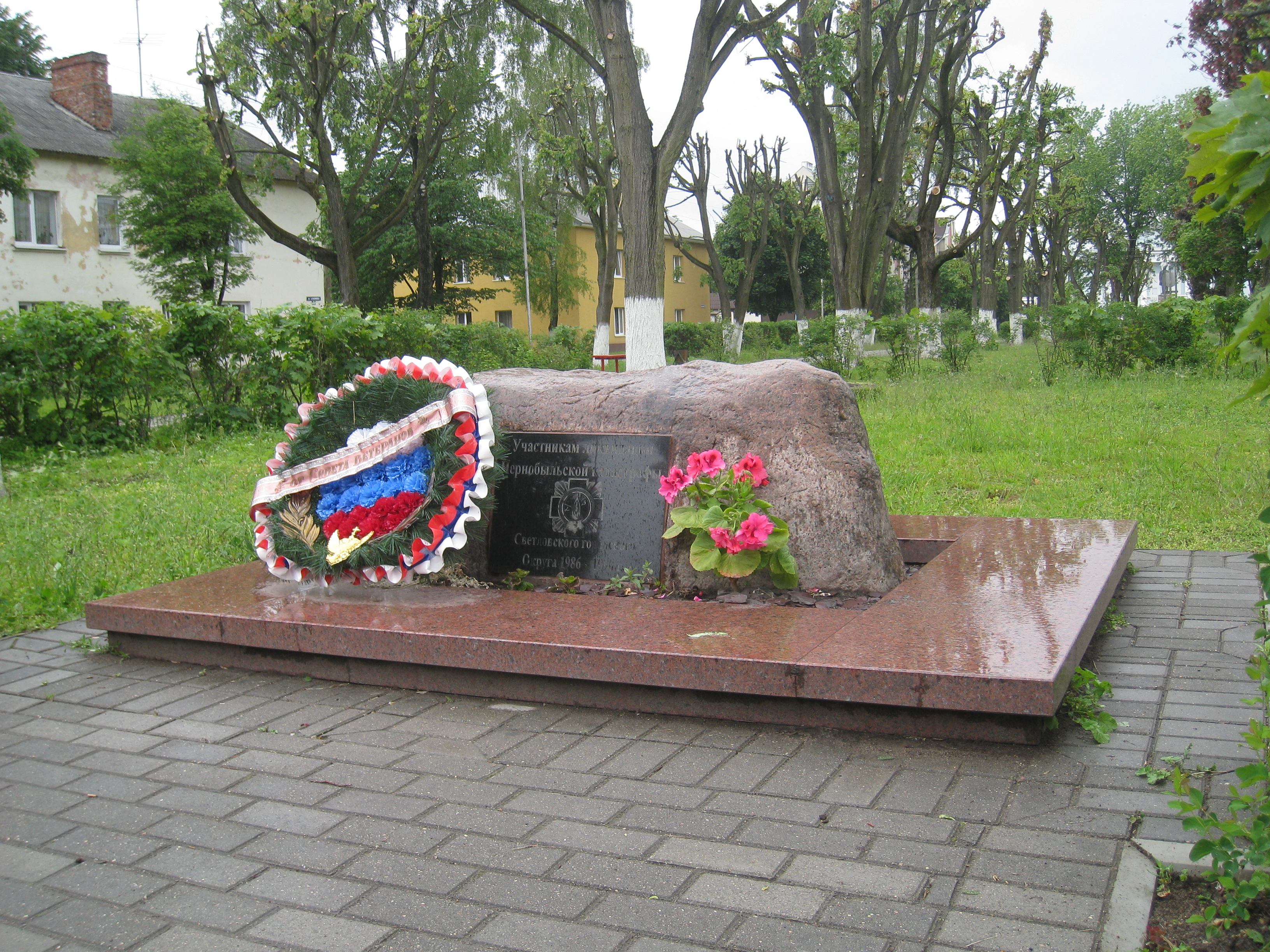
Denkmal für die Liquidatoren der Katastrophe von Tschernobyl
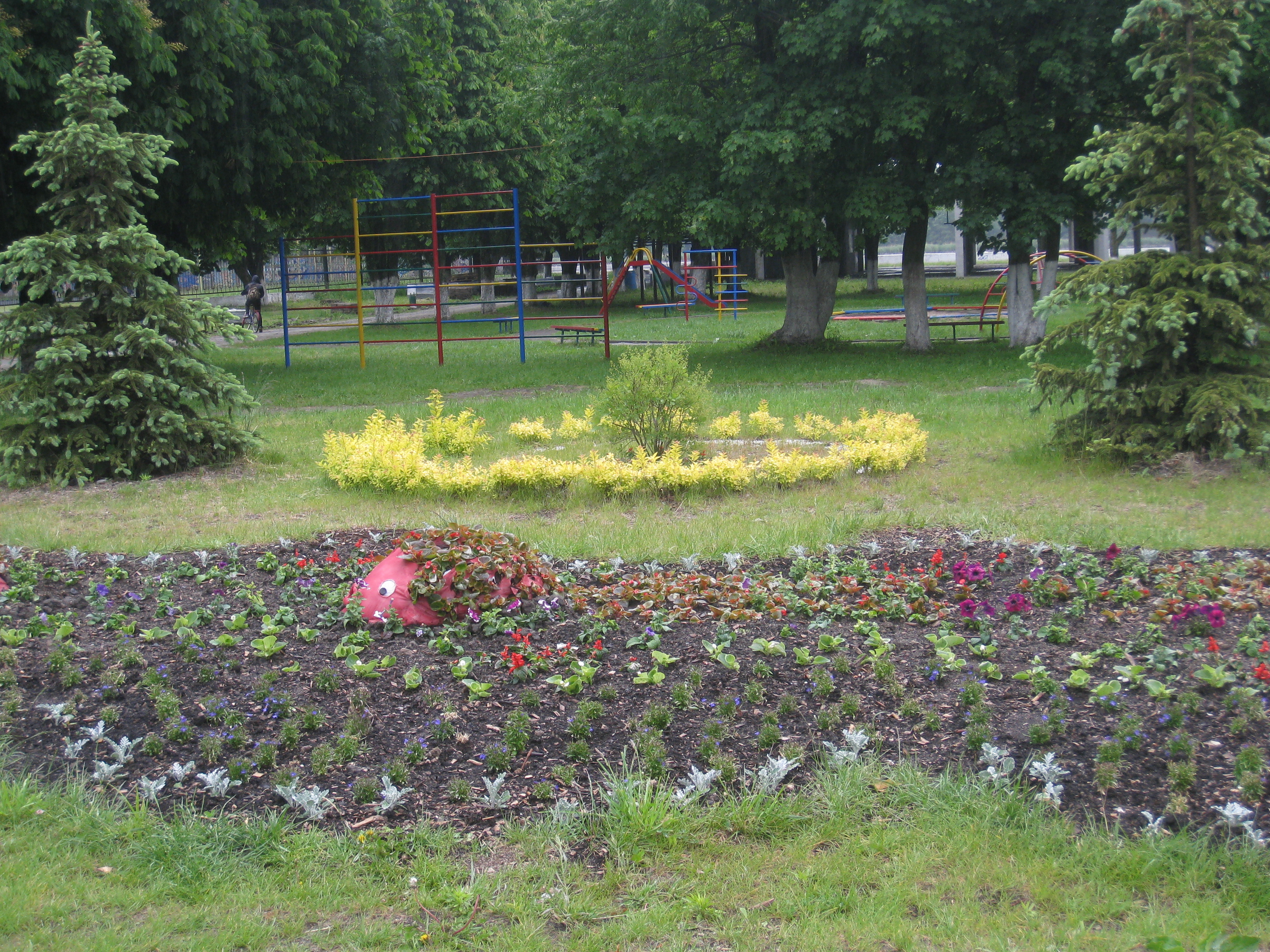
Der Stadtpark
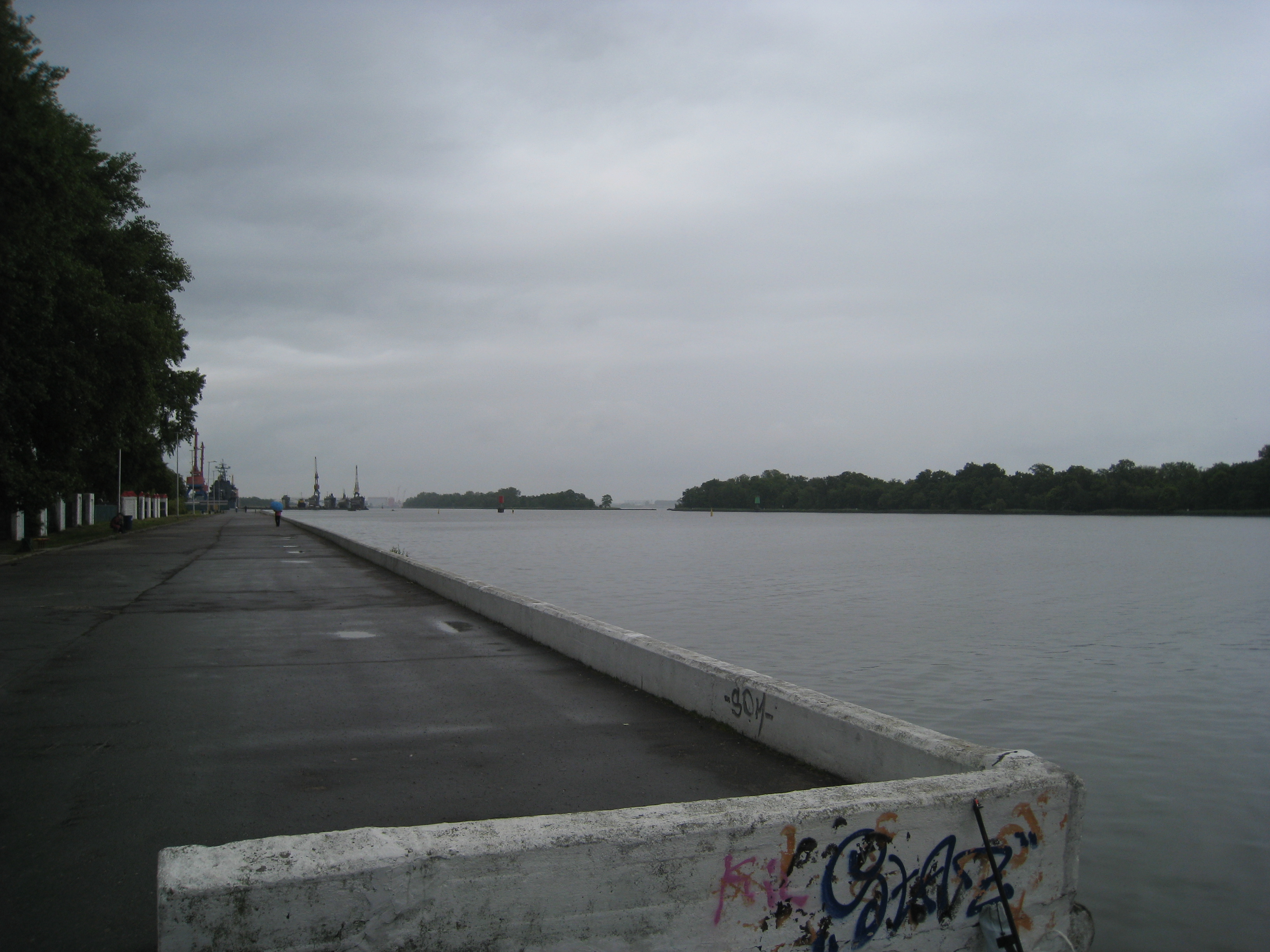
Der Kaliningrader Seeschifffahrtskanal

## Persönlichkeiten
- Irina Aronowa (* 1957), kasachische Politikerin russischer Abstammung
- Dmitri Rosinkewitsch (* 1974), Ruderer, olympischer Medaillengewinner[22]
- Artjom Makartschuk (* 1995), Fußballspieler